# درختچه‌دوست‌ها
درختچه‌دوست‌ها (نام علمی: Drymophila) نام یک سرده از تیره مورچه‌مرغ است.